# فرقة ثيقيار
فرقة ثيقيار ومعنها باللغة العربية الجذور من أشهر الفرق الموسيقية المؤدية لطابع الروك في الجزائر نالت شهرة كبيرة في بداية التسعينيات بفضل الاستعانة بالتراث الشاوي من ملاحم وموسيقى تقليدية لكنهم إستطاعوا مزجها بالموسيقى العصرية خاصة الروك الذي كان مكتسحا لسوق الموسيقى العالمية بأجمعه وكانت الفرقة تنشط في مدينة أم البواقي وإستطاعت أن تكون خير سفير للمدينة والتراث الشاوي . إذ ألهمت العديد من فنانين الأغنية الشاوية مثل ماسينيسا كاتشو وعيسى براهيمي وعميروش حسان دادي 

## كليب
- يا دادا يا مخلولي 1992.[2]
- السراحة.[3]

## أعضاء الفرقة
- العربي حراث مغني وعازف على آلة السانتي
- حسن قالي (سوسو) مغني قارع طبل
- منير مذكور عازف على آلة السانتي .
- عبد القادر هاك (قادة) مغني .
- عبد الحق لعور (حقو) مناجير الفرقة .
- وليد
- حسن صابري مغني
- ناصرحفيظ
- سمير عازف قيثار
- سمير لعور